# Nils Larsson i Dala
Nils Larsson (känd som Nils Larsson i Dala), född 20 maj 1877 i Fågeltofta församling, Kristianstads län, död 16 april 1969 i Västerstads församling, Malmöhus län, var en svensk författare, lantbrukare, riksdagsman och rektor.

## Biografi
Larsson var av gammal bondesläkt och föräldrar var Lars "Mäster" Nilsson och Ingar Nilsson. Han studerade vid Ystads elementarläroverk och därefter 1897 vid Nordiska lantbruksskolan, vilken drevs av den så kallade lantbruksaposteln Per Rösiö. År 1900 köpte Larsson in gården Dala i Västerstads socken och bedrev där åren 1901–1944 Skånska lantbruksskolan. Den kom att ha en omfattande verksamhet med tusentals elever från både Sverige och utlandet. Larsson ägnade sig även åt upplysningsverksamhet i både tal och skrift. Förutom undervisningen vid den egna skolan företog han omfattande föredragsturnéer och han publicerade artiklar och böcker om lantbruk, naturvetenskap, matematik, kulturhistoria och litteratur.
Han fick namnet Sveriges andra Rösiö efter sin lärare Per Rösiö och hans motto var Boken och plogen, världens skönaste vapen. Larsson var även en kort tid politiskt aktiv som landstingsledamot och riksdagsman.